# Polión
San Polión (siglo III) es un mártir cristiano que fue ejecutado durante las persecuciones de Diocleciano. Fue un lector de la ciudad de Cybalae (actual Vinkovci, Croacia) en la provincia romana de Panonia.   
Sufrió un interrogatorio del prefecto Probus y renunció a abjurar de su fe, siendo emparedado en las murallas de la ciudad.